# فرودگاه شهری کندو
فرودگاه شهری کندو (به انگلیسی: Cando Municipal Airport) یک فرودگاه همگانی بهره‌برداری هوایی است که یک باند فرود آسفالت دارد و طول باند آن ۱۰۶۷ متر است. این فرودگاه در کشور ایالات متحده آمریکا قرار دارد و در ارتفاع ۴۵۱٫۴ متری از سطح دریا واقع شده‌است.